# Claude Rameau (musicien)
Pour les articles homonymes, voir Claude Rameau.
Claude Bernard Rameau est un musicien né le 1er janvier 1689 à Dijon et mort le 20 mai 1761 à Autun. Il est le plus jeune frère de Jean-Philippe Rameau.
Il est d'abord organiste à Dijon (églises Saint-Michel, puis Notre-Dame, puis cathédrale Saint-Étienne, puis abbaye bénédictine de Saint-Bénigne) puis à Autun (cathédrale Saint-Lazare) à compter du 1er mai 1755. 
Il eut deux fils de deux mariages successifs : Jean-François Rameau et Lazare Rameau, également musiciens. Le premier a fourni la matière du livre de Diderot Le Neveu de Rameau.

## Œuvres
- Le Buveur devenu amoureux, cantatille par Rameau, Me vigneron à Dijon, dédié à Rameau operateur à Paris, en attendant le Maître de musique imposteur... : Paris : Mme Boivin, [ca 1750]

1. Je me plaisois a l'ombre d'une treille (1 voix et basse continue)
2. Le verre en main dans une fête de pampre (1 voix, 1 instrument et basse continue)
3. Mais depuis qu'à vos loix (récitatif ; 1 voix et basse continue)
4. Sans la déesse de Cythère (ariette ; 1 voix, 1 instrument et basse continue)
5. Menuet barosais en fa, pour clavecin